# (18110) HASI
(18110) HASI est un astéroïde de la ceinture principale.

## Description
(18110) HASI est un astéroïde de la ceinture principale. Il fut découvert le 5 juillet 2000 à la station Anderson Mesa par le programme LONEOS. Il présente une orbite caractérisée par un demi-grand axe de 2,34 UA, une excentricité de 0,14 et une inclinaison de 4,2° par rapport à l'écliptique.

## Compléments